# Оттон I (герцог Брауншвейг-Гёттингена)
Оттон I Злой (1340 — 13 декабря 1394, Хардегзен, Нижняя Саксония) — герцог Брауншвейг-Гёттингена в 1367—1394 годах.

## Биография
Его отцом был Эрнст I (1305—1367), который пришел к власти в Гёттингенском княжестве в 1345 году. После нескольких лет совместного правления в 1367 году Оттон принял на себя управление этим небольшим и экономически слабым княжеством. Сначала Оттон жил в Гёттингене, где провёл несколько крупных турниров по борьбе, однако со временем у него возник ряд споров с жителями города.
Современники Отто называли его der Quade, что на нижненемецком языке означает «злой». Он получил это прозвище из-за почти непрерывной серии междоусобиц, в которых был замешан. Оттон был видным представителем рыцарского сословия. Он часто вступал в союз с благородными рыцарями, чтобы сражаться против других князей или городов, чья растущая сила была его анафемой. Во время этих столкновений Отто часто переходил на другую сторону. Иногда он участвовал одновременно в нескольких междоусобицах.
С 1367 года он предъявлял наследственные права на ландграфство Гессен. Он пытался навязать свои притязания в военном союзе с рыцарями Звёздной лиге. В то же время он участвовал в войне за люнебургское наследство. Сначала он сражался на стороне Магнуса II против дома Асканиев. Он смог обезопасить правление Брауншвейгом с 1374 по 1381 год. В конечном итоге он потерпел неудачу как в Гессене, так и в Брауншвейге, и ему пришлось отступить в обмен на финансовую компенсацию.
В 1379 году он женился на Маргарите (ок. 1364 — 18 июля 1442), дочери герцога Вильгельма VII Юлих-Бергского. У них был сын Оттон и дочь Елизавета, которая вышла замуж за Эрика I, герцога Брауншвейг-Грубенхагена.
В 1387 году он попытался навязать свое правление городу Гёттинген, но безуспешно. В апреле жители Геттингена штурмовали герцогский замок внутри городских стен. В ответ Оттон опустошил деревни и усадьбы в этом районе. В июле граждане под командованием Морица фон Услара победили его в сражении между Росдорфом и Гроне. В августе Оттон был вынужден признать Гёттингенские владения в этом районе независимыми.
После того, как он был вынужден покинуть Гёттинген, Оттон жил в Хардегзене, где в 1379 году приобрел замок Хардег у лордов Росдорфа. К этому времени он уже был отлучён от церкви, поэтому его похоронили на неосвящённой земле к северу от церкви Вибрехтсхаузен в Нортхайме. Позже его посмертно вернули в лоно церкви. После этого над местом захоронения была возведена гробница, а вокруг неё была построена часовня. Часовня была позже соединена с церковью.
Оттон I оставил своему единственному сыну и наследнику Оттону II крупный государственный долг и политически ослабленную страну.